# 개성시의 국회의원
다음은 경기도 개성시의 국회의원에 대한 설명이다.
| 대수  | 이름           | 소속정당 | 임기                              | 선거구역    |
| ----- | -------------- | -------- | --------------------------------- | ----------- |
| 제헌  | 이성득(李聖得) | 무소속   | 1948년 5월 31일 - 1950년 5월 30일 | 개성부 일원 |
| 제2대 | 김동성(金東成) | 무소속   | 1950년 5월 31일 - 1954년 5월 30일 | 개성시 일원 |

이 이후에는 개성시가 조선민주주의인민공화국으로 넘어가 국회의원이 없다.